# 琴城镇基督教堂
琴城镇基督教堂，位于中国江西省抚州市南丰县琴城镇解放路老琴城镇政府办公楼后，建于1934年。
1901年，美以美会派遣华人牧师胡嗣澄至南丰开拓，在县治老衙前西侧建福音堂1所。
1903年，内地会系统的德华盟会派遣德国传教士方模理夫妇至南丰立会设堂。1912年，德华盟会派女教士淑姑娘（M. Stucki）来华布道，在扬州学习中文后，派至江西南丰布道。1931年建盱江东路耶稣堂，为二层建筑，青砖砌筑。1935-1938年，陆续派遣三位女教士G. F. Schoer、B. E. Schinle和H. G. Quednan来华布道，驻江西南丰。1949年时，驻江西南丰的德国教士还有两对夫妇：冉得胜、冉许美玉夫妇，以及冉明诚和冉师贵兰夫妇。
1950年代，卫理公会与内地会合并，福音堂关闭、改作它用，保留盱江东路耶稣堂。文化大革命中，耶稣堂也遭关闭。耶稣堂因破败不堪，现已弃用，1996年在其旁边新建三层的钢筋混凝土建筑，外贴浅绿色纸皮砖。

## 保护
琴城镇基督教堂为南丰县文物保护单位，编号361023-4-5-003。